# Spyro the Dragon
Spyro the Dragon – platformowa gra komputerowa stworzona przez Insomniac Games na konsolę PlayStation. Tytułowy bohater to mały fioletowy smok o imieniu Spyro. Jego przygody zaczynają się w grze „Spyro the Dragon” (PSX), gdzie po raz pierwszy fioletowy gad wyrusza w swą pełną niebezpieczeństw podróż.
Jego pierwszym zadaniem jest uwolnienie swoich pobratymców i pokonanie złego Gnasty’ego. Pomaga mu w tym ważka Sparx, która jest również wskaźnikiem jego życia.

## Sparx
Sparx jest ważką i najlepszym przyjacielem Spyro. Zawsze towarzyszy smokowi w przygodach i chroni go przed atakami. Może wytrzymać 3 ataki po czym ucieka.
Sparx uwielbia motyle i właśnie to motyle mogą podreperować jego zdrowie. Spyro może dostarczyć mu motyli podpalając biegające tu i tam po poziomach małe zwierzątka. W czwartej części przygód Spyro zostaje ujawnione się, że ważki odpowiadają za właściwe funkcjonowanie smoczych mocy. Bez nich smoki nie mogą ziać ogniem, wodą, prądem itp. i słabną (tę właściwość wykorzystał Ripto). Sparx jest lojalnym przyjacielem Spyro i dla niego może otworzyć drzwi czy spenetrować niedostępny obszar. Tak jak on lubi wypoczywać na Smoczych Wybrzeżach i gonić owce.